# Pero fea
Pero fea är en fjärilsart som beskrevs av Robert W. Poole 1987. Pero fea ingår i släktet Pero och familjen mätare. Inga underarter finns listade i Catalogue of Life.